# Amalda depressa
Amalda depressa, là một loài a ốc biển nhỏ, a marine động vật chân bụng động vật thân mềm trong họ Olividae, họ ốc gạo hoa.

## Hình ảnh

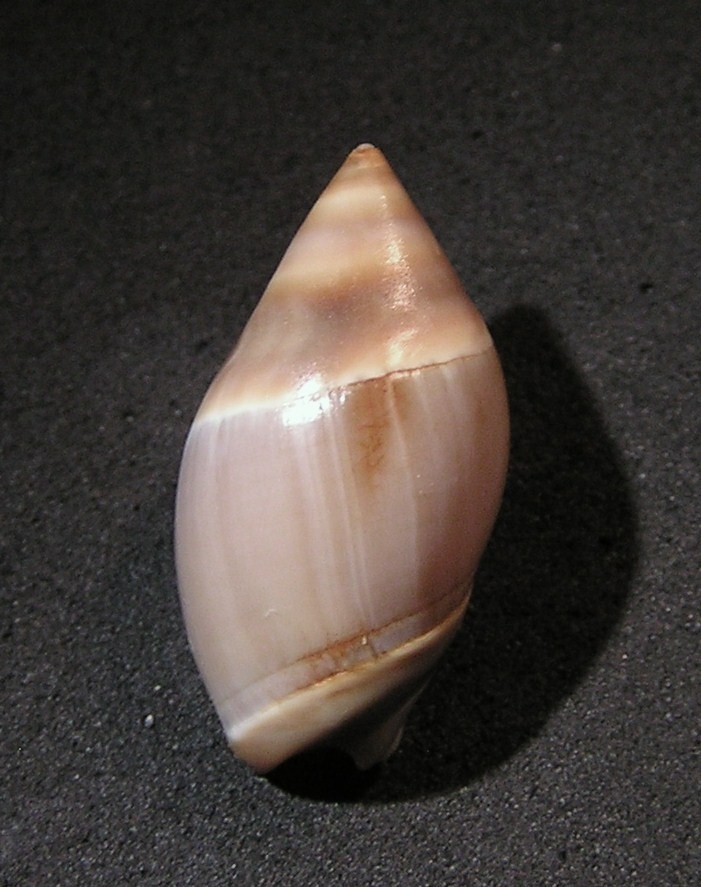